# Маслюк Віталій Петрович
Віталій Петрович Маслюк (4 травня 1920, с. Старий Вишнівець — 17 лютого 2005, Львів) — український літературознавець, філолог, перекладач, професор кафедри класичної філології Львівського національного університету імені Івана Франка, доктор філологічних наук.

## Біографія
Віталій Маслюк народився 4 травня 1920 року в с. Старий Вишнівець нині Кременецького району Тернопільської області в багатодітній родині парафіяльного священика. Його батько Петро Дем'янович, був у Старому Вишнівці священником, мати Ганна Данилівна, походила з ремісничої родини.
Після закінчення Старовишнівецької і Вишнівецької шкіл він навчався у Кременецькому ліцеї. До війни працював вчителем Вербовецької школи на Ланівеччині. Під час другої світової війни — воював у складі 3-го Прибалтійського та 2-го Білоруського фронтів. Закінчив війну в Німеччині старшим лейтенантом. Був двічі пораненим, нагороджений медаллю «За відвагу», орденом Вітчизняної війни І ступеня. 
У 1946 році вступив на відділення класичної філології Львівського державного університету імені Івана Франка, яке закінчив 1952 року. По закінченні вишу вчителював, з 1952 по 1962 роки — директор середньої школи робітничої молоді у місті Дубно Рівненської області. 1962 року вступив в аспірантуру при кафедрі класичної філології, яку успішно закінчив захистом кандидатської дисертації «Із грецько-єгипетського фольклору». Від 1963 року — викладач цього вищого наукового закладу — завідувач кафедри класичної філології. У 1966—1973 роках Віталій Маслюк завідувач кафедри класичної філології. У 1980 році Віталій Петрович успішно захистив дисертацію з теорії літератури «Латиномовні поетики і риторики XVII — першої половини XVIII століття та їх роль у розвитку теорії літератури на Україні» та видав монографією у 1983 році. В. Маслюк вийшов на пенсію у 2000 році.
Помер Віталій Петрович 17 лютого 2005 року у Львові та похований на цвинтарі в селі Зимна Вода.

## Діяльність
Перекладати Віталій Петрович почав ще в далекому 1961 році, коли був студентом, — два міміямби Геронда. Вони започаткували низку перекладів з давньогрецької та римської літератур: Лукіана, Архілоха, Мімнерма, Анакреонта і його наслідувань, Теокріта та інших. Багатьох поетів ніколи не перекладали українською мовою, саме професор В. Маслюк ввів їх у скарбницю української культури. Переклав українською мовою «Поетику» («Сад поетичний») М. Довголевського (1973 р.) поеми «Про Острозьку війну під П'яткою» С. Пекаліда і «Пісня про зубра» М. Гусовського (уривки), «Роксолана» С. Кльновича, окремі латинські вірші П. Русина, З. Кросна, Г. Русина зі Самбора, Г. Сковороди, Г. Кониського, В. Довговида. Із старогрецької — роман «Дафніс і Хлоя» Лонга (1989) та інші. Переклади публікувалися у збірках «Аполлонова лютня» (1982), «Пісні Купідона» (1984), «Українська поезія XVI століття» (1987), «Марсове поле» (ч. 2. 1988) тощо.

## Наукові праці
- «Латинська мова» (1968, у співавт. з Р. Оленичем);
- «Грецька мова» (1974);
- «Латинська мова» (1975, у співавт. з Р. Оленичем);
- «Латинська мова» (1992, у співав. з М. Сенівим);
- «Латиномовні поетики і риторики XVII — першої половини XVIII ст. та їх роль у розвитку теорії літератури на Україні [Архівовано 21 січня 2022 у Wayback Machine.]»;
- Давня римська поезія в українських перекладах і переспівах: хрестоматія / уклад. В. Маслюк. — Л.: Світ, 2000. — 328 с.

## Вшанування
2016 року Національний заповідник «Замки Тернопілля» та Львівський національний університет імені Івана Франка провели в Старому Вишнівці наукові читання на тему: «Літературна і наукова спадщина Віталія Петровича Маслюка».